# Marlies Smulders
Marlies Smulders, nizozemska veslačica, * 22. februar 1982, Amstelveen, Nizozemska.
Smuldersova je za Nizozemsko nastopila na Poletnih olimpijskih igrah 2004 v Atenah in na Poletnih olimpijskih igrah 2008 v Pekingu. Obakrat je veslala v nizozemskem osmercu, ki je enkrat osvojil bronasto, enkrat pa srebrno medaljo. 